# Beth Daniel

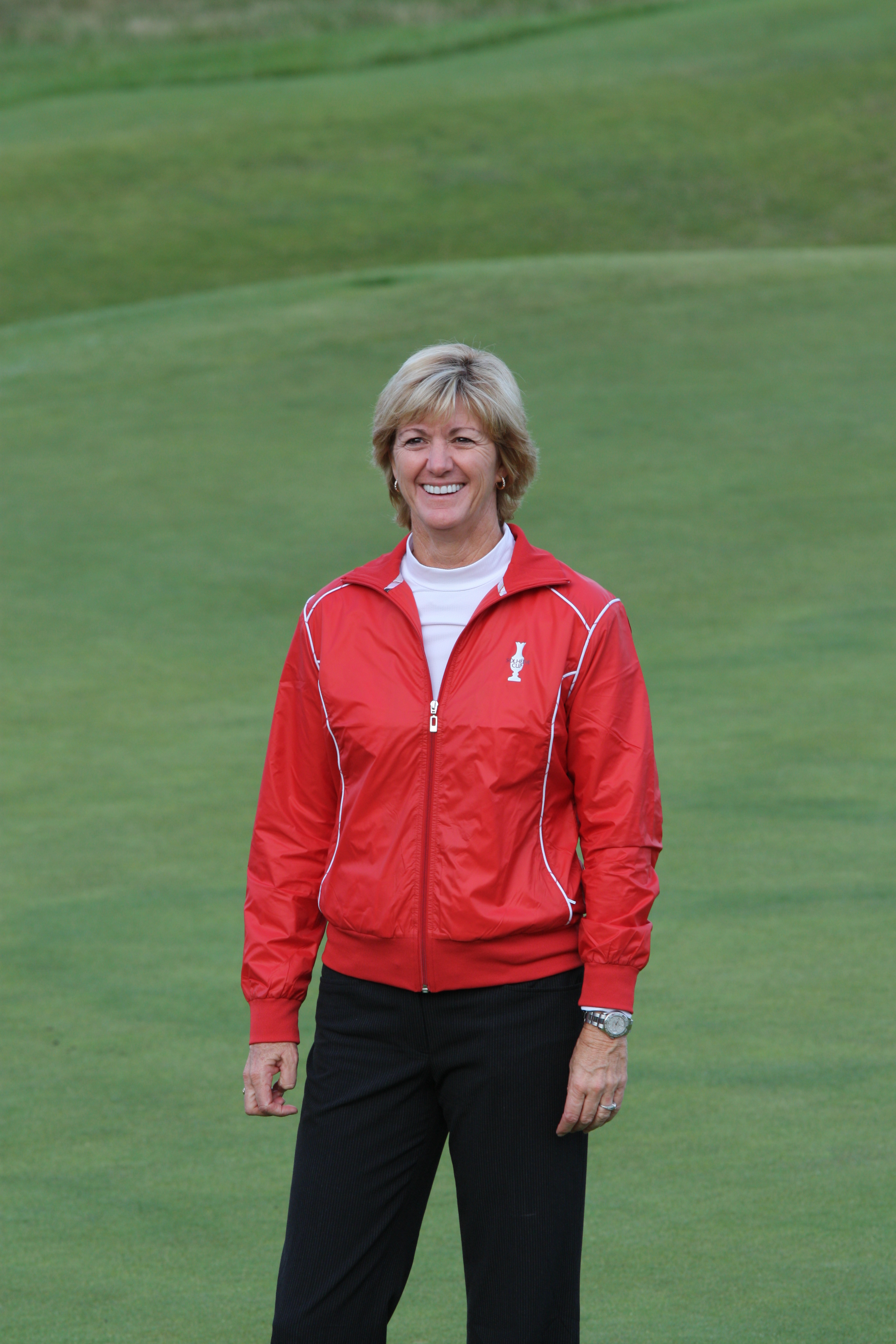

Beth Daniel (Charleston, Carolina del Sur, Estados Unidos, 14 de octubre de 1956) es una golfista estadounidense que jugó en el LPGA Tour, logrando 33 victorias. Resultó primera en la lista de ganancias de 1980, 1981 y 1990, y obtuvo el premio a Jugadora del Año en 1980, 1990 y 1994, así como el Trofeo Vare al menor promedio de golpes en 1989, 1990 y 1994.
Esta golfista logró una sola victoria en torneos mayores: el Campeonato de la LPGA de 1990. También fue segunda en el Campeonato de la LPGA de 1984 y 2002, el Abierto de Estados Unidos de 1981 y 1982, el Abierto de Canadá de 1982 y el Campeonato Dinah Shore de 1983. En total, obtuvo 16 top 5 y 33 top 10 en torneos mayores a lo largo de su carrera.
Entre sus victorias se destacan el Campeonato Mundial de la LPGA de 1980, 1981 y 1994, el Campeonato McDonald's de 1983 y 1991, el Titleholders de 1990 y el Abierto de Canadá de 2003.
Por otra parte, Daniel jugó la Copa Solheim entre 1990 y 2005 con la selección de Estados Unidos, logrando 13,5 puntos en 26 partidos. En 2005 participó en la Copa Mundial de Golf Femenino en representación de su país. Desde 2007 ha jugado la Copa Handa. Además, fue capitana de la selección estadounidense en la Copa Solheim de 2009.
En 1990 obtuvo el premio a la Deportista Femenina del Año de Associated Press, y en 2000 ingresó en el Salón de la Fama del Golf Mundial. La mejor golfista juvenil de Carolina del Sur de cada año recibe el Premio Beth Daniel.

## Carrera deportiva
A nivel universitario, Daniel jugó golf en la Universidad Furman de Greenville, con el que ganó el campeonato de equipos de la AIAW en 1976. También ganó dos veces el Abierto de Estados Unidos Amateur de 1975 y 1977 y el Abierto del Oeste Amateur de 1978. Además jugó la Copa Curtis en 1976 y 1978.
Esta golfista debutó en el LPGA Tour en 1979, donde ganó el torneo de Minnesota y obtuvo el premio a la Novata del Año. En 1980 ganó cuatro torneos, entre ellos el Campeonato Mundial de la LPGA y acumuló 20 top 5. Esto le permitió liderar la lista de ganancias y obtener el premio a la Jugadora del Año.
En la temporada 1981 volvió a ganar en el Campeonato Mundial de la LPGA, y con 16 top 5 repitió el primer puesto en la clasificación final. En 1982 triunfó en cinco torneos y consiguió diez top 10. En 1983 ganó el Campeonato McDonald's y fue segunda cuatro veces. No logró victorias entre 1986 y 1988.
Daniel se recuperó en 1989 y acumuló cuatro victorias y cuatro segundos puestos. En 1990 dominó con siete títulos, destacándose el Campeonato de la LPGA y el Titleholders, y consiguió 13 top 5. De este modo, resultó primera en la lista de ganancias y fue nombrada Jugadora del Año. En 1991 obtuvo dos victorias y cuatro segundos puestos.
En 1994 ganó cuatro torneos, destacándose el Campeonato Mundial de la LPGA, y se colocó segunda en la lista de ganancias, pero le bastó para obtener el premio a la Jugadora del Año.
Su última victoria fue en el Abierto de Canadá de 2003 a los 46 años de edad, donde superó el récord de jugadora de mayor edad en ganar en el LPGA Tour.